# Conroe
Conroe é uma cidade localizada no estado norte-americano de Texas, no Condado de Montgomery.

## Demografia
Segundo o censo norte-americano de 2000, a sua população era de 36.811 habitantes.
Em 2006, foi estimada uma população de 49.760, um aumento de 12949 (35.2%).

## Geografia
De acordo com o United States Census Bureau tem uma área de
98,1 km², dos quais 97,9 km² cobertos por terra e 0,2 km² cobertos por água. Conroe localiza-se a aproximadamente 64 m acima do nível do mar.

## Localidades na vizinhança
O diagrama seguinte representa as localidades num raio de 16 km ao redor de Conroe.